# Karla von Bengtson
Karla von Bengtson (født 1975) er en dansk filminstruktør og manuskriptforfatter, bosat i København. Bengtson har tidligere arbejdet som animator og illustrator og er uddannet fra animationsinstruktørlinien på Den Danske Filmskole.
Karlas film henvender sig primært til børn og unge.

## Filmografi
- Skyggen i Sara (2004)
- Carsten & Gittes filmballade (2008)
- Tigre og tatoveringer (2010)
- Nabospionen (2017)